# Yoboki
Yoboki – osada w zachodnim Dżibuti, w regionie Dikhil. Liczy ok. 900 mieszkańców, w większości Afarów. W 1958 r. ówczesne francuskie władze kolonialne otworzyły tu szkołę.